# Cratere Zhinyu
Zhinyu è un cratere lunare di 3,8 km situato nella parte sud-occidentale della faccia nascosta della Luna.